# Szibériai pézsmaszarvas
A szibériai pézsmaszarvas (Moschus moschiferus) az emlősök (Mammalia) osztályának párosujjú patások (Artiodactyla) rendjébe, ezen belül a pézsmaszarvasfélék (Moschidae) családjába tartozó faj.
Nemének a típusfaja.

## Előfordulása
A szibériai pézsmaszarvas elterjedési területe Közép-Szibériától Kamcsatka határáig, délen Kínáig terjed. Az egyedszám fenntartását úgy biztosítják, hogy farmokon tenyésztik.

## Alfajai
- Moschus moschiferus arcticus Flerov, 1929
- Moschus moschiferus moschiferus Linnaeus, 1758
- Moschus moschiferus parvipes Hollister, 1911
- Moschus moschiferus sachalinensis Flerov, 1929
- Moschus moschiferus turowi Zalkin, 1945

## Megjelenése

Koponya

Az állat hossza 80-100 centiméter, marmagassága 50-80 centiméter és testtömege 10-18 kilogramm. Durva szőrzete szürkés- vagy aranybarna, olykor pettyes, a háti részen keresztirányú csíkokkal. A bak hosszú, sarlószerű felső szemfogai kissé túlnyúlnak szája alsó vonalán. A vetélytársaival vívott küzdelem során használja őket. A suta szemfogai kisebbek és alig látszanak. Hátsó lába körülbelül 5 centiméterrel hosszabb mellső lábánál, így képes szökellve előrehaladni. Hátának kerekded hátsó része magasabb. Patái hosszúak és keskenyek. Ha lejtőn fut, állcsülkei leérnek a talajra, így a meredek hegyoldalon is biztosan meg tud kapaszkodni.

## Életmódja
Éjjel és szürkületkor aktív, a párzási időszakot kivéve többnyire magányos. Tápláléka fűfélék, levelek, hajtások, moha, zuzmó és fakéreg. Az állat 10-12 évig élhet.

## Szaporodása
Az ivarérettséget 18 hónapos korban éri el. A párzási időszak a tél elején november és január között van. A vemhesség 185-195 napig tart, ennek végén 1-2, néha 3 utód jön a világra. A gida születésekor 600-700 grammos, és élete első négy hetét a sűrű növényzetben tölti.

## Rokon fajok
A családja többi faja közeli rokona a szibériai pézsmaszarvasnak.

## Tudnivalók
A pézsmaszarvas arról az erős szagú váladékról kapta a nevét, amely a bak köldöke mögött elhelyezkedő bőrzacskóban termelődik. Japánban évente 5000 kilogrammnyi pézsmát használnak fel. Ez a mennyiség mintegy 176 000 pézsmaszarvas váladékának felel meg. A váladékot parfümök és gyógyszerek előállítására használják.